# Кубок Болгарії з футболу 1958
Кубок Болгарії з футболу 1958 — 18-й розіграш кубкового футбольного турніру в Болгарії. Титул вперше здобув Спартак (Пловдив).

## Перший раунд
| Команда 1               | Рахунок | Команда 2                |
| ----------------------- | ------- | ------------------------ |
| Міньор (Димитров)       | 3:1     | Лудогорець (Разград)     |
| Славія (Софія)          | 4:2     | Дунав (Русе)             |
| Спартак (Пловдив)       | 4:1     | АТЗ (Шумен)              |
| Спартак (Варна)         | 2:1     | Крпачев (Ловеч)          |
| Ботев (Пловдив)         | 3:3 дч  | Розова долина (Казанлик) |
| Марек (Станке Димитров) | 2:1     | Ботев (Стара Загора)     |
| Ботев (Благоєвград)     | 1:0     | Локомотив (Пловдив)      |
| Ботев (Варна)           | 6:3     | Левські (Лом)            |
| Черно море (Варна)      | 4:1     | Арда (Кирджалі)          |

Перегравання
| Команда 1       | Рахунок | Команда 2                |
| --------------- | ------- | ------------------------ |
| Ботев (Пловдив) | 1:0     | Розова долина (Казанлик) |

## 1/8 фіналу
| Команда 1          | Рахунок | Команда 2                |
| ------------------ | ------- | ------------------------ |
| ЦДНА (Софія)       | 5:1     | Ангел Кинчев (Трявна)    |
| Міньор (Димитров)  | 10:0    | Родні криле (Софія)      |
| Славія (Софія)     | 3:1     | Ботев (Пловдив)          |
| Спартак (Пловдив)  | 2:1     | Локомотив (Софія)        |
| Спартак (Варна)    | +:-     | Ботев (Благоєвград)      |
| Левські (Софія)    | 6:2     | Марек (Станке Димитров)  |
| Ботев (Варна)      | +:-     | Ніколай Лусков (Поморіє) |
| Черно море (Варна) | 5:1     | Спартак (Плевен)         |

## 1/4 фіналу
| Команда 1         | Рахунок | Команда 2          |
| ----------------- | ------- | ------------------ |
| ЦДНА (Софія)      | 2:1     | Спартак (Варна)    |
| Міньор (Димитров) | 2:1     | Черно море (Варна) |
| Спартак (Пловдив) | 4:1     | Славія (Софія)     |
| Левські (Софія)   | 3:0     | Ботев (Варна)      |

## 1/2 фіналу
| Команда 1         | Рахунок | Команда 2       |
| ----------------- | ------- | --------------- |
| Міньор (Димитров) | 2:1     | Левські (Софія) |
| Спартак (Пловдив) | 1:0     | ЦДНА (Софія)    |

## Фінал
| 7 листопада 1958 |

| Міньор (Димитров) | 0:1      | Спартак (Пловдив) |
| ----------------- | -------- | ----------------- |
|                   | Протокол | Душев 60'         |

| «Васил Левський», Софія Глядачів: 20 000 Арбітр: Георгі Христов |